# Idiochlora
Idiochlora is een geslacht van vlinders van de familie spanners (Geometridae), uit de onderfamilie Geometrinae.

## Soorten
- I. androcmes Prout, 1937
- I. approximans (Warren, 1897)
- I. berwicki Holloway, 1976
- I. caudularia Guenée, 1857
- I. celataria Walker, 1866
- I. contracta Warren, 1896
- I. eborilitoris (Prout, 1930)
- I. minuscula Inoue, 1986
- I. mundaria Leech, 1897
- I. mystica Prout, 1917
- I. planata Prout, 1917
- I. pudentifimbria Prout, 1912
- I. stictogramma Prout, 1932
- I. subexpressa Walker, 1861
- I. subrufibasis (Prout, 1930)
- I. subtusumbrata Fuchs, 1902
- I. takahashii Inoue, 1982
- I. ussuriaria Bremer, 1864
- I. xanthochlora Swinhoe, 1894